# Kanigowo (województwo warmińsko-mazurskie)
Kanigowo (dawniej niem. Candien) – wieś w Polsce położona w województwie warmińsko-mazurskim, w powiecie nidzickim, w gminie Nidzica.
Do 1954 roku siedziba gminy Szkudaj. W latach 1954–1961 wieś należała i była siedzibą władz gromady Kanigowo, po jej zniesieniu w gromadzie Nidzica. W latach 1975–1998 miejscowość administracyjnie należała do województwa olsztyńskiego.
W Kanigowie znajduje się zabytkowy kościół Parafii Rzymskokatolickiej pod wezwaniem Podwyższenia Krzyża Świętego. 

## Historia
Wieś została założona w 1371 r. na 55 włókach, na prawie chełmińskim. W XV wieku zbudowano kościół (przebudowany w XVIII w.). Szkoła powstała na początku XVIII w. W 1809 roku istniejącą tu parafię przekształcono w filię parafii Nidzica. W 1818 roku we wsi było 16 domów z 85 mieszkańcami. W 1858 r. wieś obejmowała 2424 morgi ziemi. W 1871 r. we wsi mieszkało 208 osób (w 25 domach), na 194 ewangelików przypadało 14 katolików. W roku 1890 w 35 domach zamieszkiwało 317 osób. W 1896 r. było 1074 parafian (parafia nidzicka), w tym 1020 Polaków. W 1939 r. w Kanigowie było 407 mieszkańców.

## Zabytki
Kościół istniał już w XV wieku. Protestanci, którzy zajęli go w czasie reformacji, dłuższy czas użytkowali starą budowlę. Przebudowy tego kościoła dokonano dopiero w XVIII wieku, kiedy to podwyższono mury o połowę dotychczasowej wysokości i wzniesiono wieżyczkę dzwonniczą nad szczytem zachodnim. Po drugiej wojnie światowej kościół ten odzyskali na nowo katolicy. Orientowany, murowany z cegły, z użyciem kamienia, otynkowany; salowy, w rzucie prostokąta. Portal zachodni oraz małe portale boczne - uskokowe, założone na łuku ostrym. Wieżyczka nad szczytem zachodnim konstrukcji ryglowej, szalowana; szalowany również sam szczyt. Wnętrze nawy kryte stropem belkowym wspartym na mieczach.